# Liste der deutschen Botschafter in Südkorea
Die Liste der deutschen Botschafter in Südkorea enthält die Konsuln, Generalkonsuln und Botschafter des Deutschen Reichs und der Bundesrepublik Deutschland in Südkorea. Sitz der Botschaft ist in Seoul.

## Deutsches Reich
| Name               | Amtszeit  | Anmerkungen                                                               |
| ------------------ | --------- | ------------------------------------------------------------------------- |
| Otto Zembsch       | 1884–1885 | Generalkonsul                                                             |
| Hermann Budler     | 1885–1886 | amtierender Generalkonsul                                                 |
| Peter Kempermann   | 1886–1887 | Generalkonsul                                                             |
| Ferdinand Krien    | 1887–1898 | Konsul                                                                    |
| Felix Reinsdorf    | 1898–1900 | Konsul                                                                    |
| Heinrich Weipert   | 1900–1903 | Konsul                                                                    |
| Conrad von Saldern | 1903–1905 | Ministerresident                                                          |
| Gottfried Ney      | 1905–1906 | Ministerresident/Generalkonsul am 6. Juni 1907 Übergabe der Amtsgeschäfte |
| Friedrich Krüger   | 1906–1914 | Generalkonsul                                                             |

## Bundesrepublik Deutschland
| Name                      | Amtszeit  | Anmerkungen                                                               |
| ------------------------- | --------- | ------------------------------------------------------------------------- |
| Richard Hertz             | 1956–1960 | Generalkonsul ab Oktober 1956, Botschafter September 1957 bis August 1960 |
| Karl Bünger               | 1960–1964 |                                                                           |
| Franz Ferring             | 1964–1969 |                                                                           |
| Wilfried Sarrazin         | 1969–1975 |                                                                           |
| Karl Leuteritz            | 1975–1980 |                                                                           |
| Wolfgang Eger             | 1980–1985 |                                                                           |
| Jürgen Kleiner            | 1985–1992 |                                                                           |
| Hans-Dieter Siemes        | 1992–1995 |                                                                           |
| Claus Vollers             | 1995–2000 |                                                                           |
| Hubertus von Morr         | 2000–2003 |                                                                           |
| Michael Ernst Anton Geier | 2003–2006 |                                                                           |
| Norbert Baas              | 2006–2009 |                                                                           |
| Hans-Ulrich Seidt         | 2009–2012 |                                                                           |
| Rolf Mafael               | 2012–2016 |                                                                           |
| Stephan Auer              | 2016–2020 |                                                                           |
| Michael Reiffenstuel      | 2020–2023 |                                                                           |
| Georg Schmidt             | seit 2023 |                                                                           |